# Karel Farský
Karel Farský (Škodějov, Distrito de Semily, Bohemia, 26 de julio de 1880 - Praga, Checoslovaquia, 12 de junio de 1927) fue un sacerdote católico checo y posteriormente fundador y primer patriarca (1920) de la Iglesia husita checoslovaca.